# 有家駅 (岩手県)
有家駅（うげえき）は、岩手県九戸郡洋野町大字有家にある、東日本旅客鉄道（JR東日本）八戸線の駅である。

## 歴史
- 1961年（昭和36年）12月25日：日本国有鉄道の駅として開業[2][3]。気動車の旅客のみを取り扱う駅員無配置駅[4]。
- 1987年（昭和62年）4月1日：国鉄分割民営化により、JR東日本の駅となる[2]。
- 2011年（平成23年）3月11日：東日本大震災の影響で、駅南側に位置する踏切以南（陸中中野方面）の線路が流出。
- 2012年（平成24年）3月17日：災害復旧に伴い運転再開。待合室が更新された。
- 2022年（令和4年）4月1日：久慈駅長廃止に伴い、八戸駅長管理下となる。
- 2024年（令和6年）10月1日：えきねっとQチケのサービスを開始[1][5]。

## 駅構造
単式ホーム1面1線を有する地上駅である。八戸駅管理の無人駅である。なお、2022年（令和4年）4月1日までは久慈駅長管理下の無人駅であった。

## 駅周辺
- 国道45号
- 有家簡易郵便局
- 有家漁港

## 隣の駅
東日本旅客鉄道（JR東日本）
■八戸線
陸中八木駅 - 有家駅 - 陸中中野駅